# Municipio de Cannon Falls
El municipio de Cannon Falls (en inglés: Cannon Falls Township) es un municipio ubicado en el condado de Goodhue en el estado estadounidense de Minnesota. En el año 2010 tenía una población de 1070 habitantes y una densidad poblacional de 12,35 personas por km².

## Geografía
El municipio de Cannon Falls se encuentra ubicado en las coordenadas 44°29′44″N 92°50′48″O / 44.49556, -92.84667. Según la Oficina del Censo de los Estados Unidos, el municipio tiene una superficie total de 86.65 km², de la cual 86,28 km² corresponden a tierra firme y (0,42 %) 0,37 km² es agua.

## Demografía
Según el censo de 2010, había 1070 personas residiendo en el municipio de Cannon Falls. La densidad de población era de 12,35 hab./km². De los 1070 habitantes, el municipio de Cannon Falls estaba compuesto por el 96,73 % blancos, el 0,19 % eran afroamericanos, el 0,56 % eran amerindios, el 0,75 % eran asiáticos, el 0,19 % eran de otras razas y el 1,59 % eran de una mezcla de razas. Del total de la población, el 1,12 % eran hispanos o latinos de cualquier raza.